# José Carlos de Almeida Azevedo
José Carlos de Almeida Azevedo (Salvador, 11 de janeiro de 1932 — Brasília, 23 de fevereiro de 2010) foi um militar, físico e professor brasileiro.
Formado na Escola Naval do Rio de Janeiro em 1954, obteve mestrados em engenharia e arquitetura naval, física e em engenharia nuclear no Instituto de Tecnologia de Massachusetts nos EUA. Capitão-de-mar-e-guerra, foi vice-reitor e, em maio de 1976, reitor da Universidade de Brasília. O início de sua gestão foi marcada com forte repressão a manifestações de estudantes. Permaneceu no cargo até 1985.